# Erde-Venus-Erde

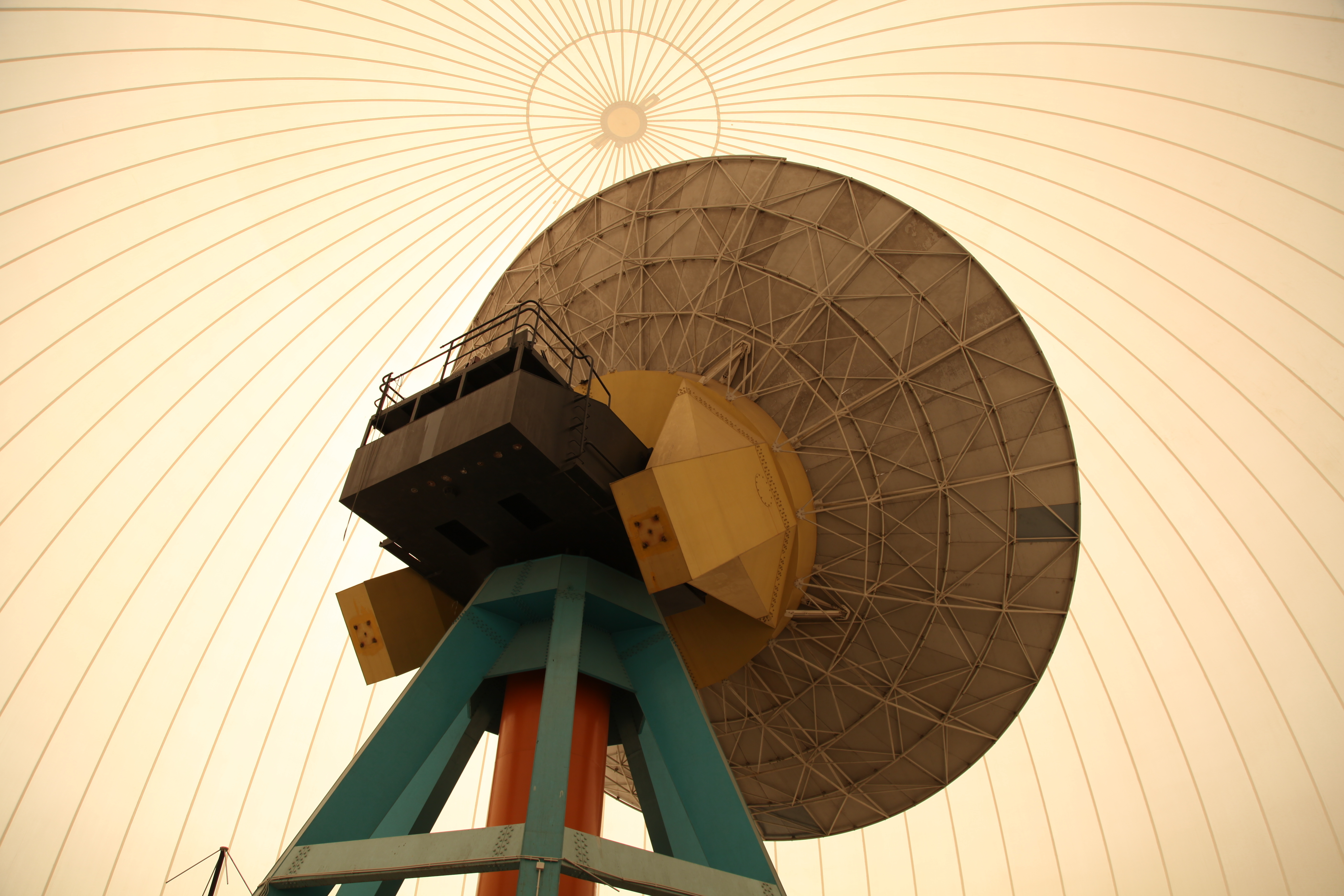
Bochumer Antenne der Verbindung von 2009 mit 20 m Durchmesser

Als Erde-Venus-Erde bezeichnet man den Empfang von Funksignalen, die von der Oberfläche der Venus reflektiert werden.
Aufgrund der großen Distanz zur Erde ist ein erheblicher Aufwand an Sendeleistung, Antennengewinn und Empfängertechnik nötig. In der Radarastronomie konnten die ersten Echos von der Venus um 1960 empfangen werden. Im Jahr 1962 erfolgte in der Sowjetunion per Morsecode die Aussendung von The Morse Message.
Nachdem Funkamateure ab 1953 Verbindungen Erde-Mond-Erde aufbauen konnten, planten sie Verbindungen über die Venus. Der erste Kontakt glückte einer Gruppe der AMSAT Deutschland am 25. März 2009 an der Sternwarte Bochum auf dem 13-Zentimeter-Band bei einer Sendeleistung von 6 kW. Die Venus hatte sich zu diesem Zeitpunkt der Erde auf 42 Millionen Kilometer angenähert, die Signallaufzeit betrug rund fünf Minuten. Das Experiment diente der Vorbereitung des Mars-Amateurfunksatelliten P5A.